# 马里涅珀通
马里涅珀通（法語：Marigné-Peuton，法語發音：[maʁiɲe pøtɔ̃]）是法国马耶讷省的一个市镇，位于该省南部，属于贡捷堡区。

## 历史
马里涅珀通在法国大革命前属于安茹行省。

## 地理
马里涅珀通（47°52'10"N, 0°48'47"W）面积16.61 平方千米，位于法国卢瓦尔河地区大区马耶讷省，该省份为法国西北部内陆省份，北起芒什省和奧恩省，西接伊勒-维莱讷省，南至曼恩-卢瓦尔省，东临萨尔特省。
与马里涅珀通接壤的市镇（或旧市镇、城区）包括：珀通、桑普莱、马耶讷河畔贡捷堡、拉罗什讷维尔、普雷当茹。
马里涅珀通的时区为UTC+01:00、UTC+02:00（夏令时）。

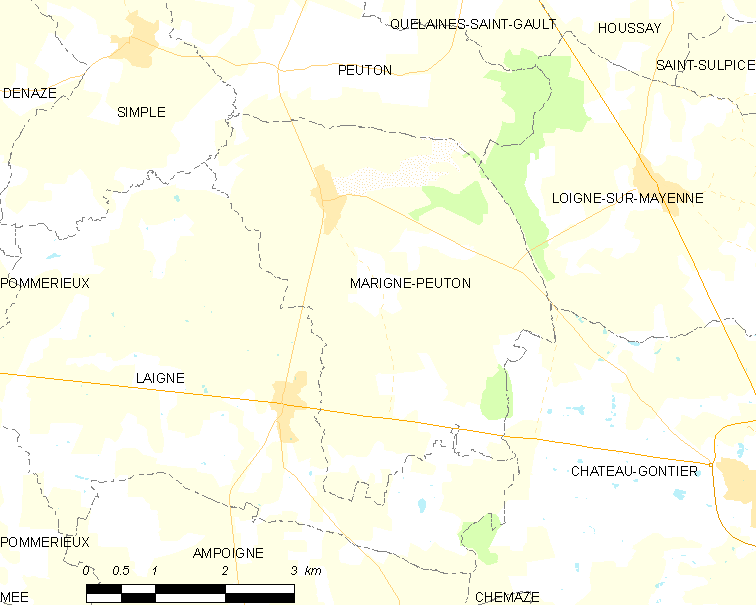
马里涅珀通的OSM定位图

## 行政
马里涅珀通的邮政编码为53200，INSEE市镇编码为53145。

## 政治
马里涅珀通所属的省级选区为马耶讷河畔贡捷堡第二县。

## 人口

1962-2008年间马里涅珀通人口变化图示

马里涅珀通于2022年1月1日时的人口数量为543人。